# Институт за исторически изследвания
Институтът за исторически изследвания е научен институт в Българската академия на науките.

## История
Институтът за исторически изследвания води началото си от създадената на 27 март 1938 година към Историко-филологическия клон на БАН Комисия за издаване изворите на българската история, в която влизат членовете на академията Гаврил Кацаров, Петър Мутафчиев и Петър Ников. Основна задача на комисията е да събира и обнародва изворите за средновековната българска история. След Деветосептемврийския преврат от 1944 година тя става място на работа на подозрителни за режима специалисти в изворите, като Веселин Бешевлиев и Иван Дуйчев.
Съгласно Закона за Българската академия на науките от 11 февруари 1947 г. Академията е реорганизирана в структурно отношение по съветски образец и се основават множество изследователски институти. По решение на Управителния съвет от 6 март 1947 г. при Историко-филологическия клон на Академията се създава Институт за българска история, в чийто състав продължава да работи „Комисия за събиране и издаване на изворите на българската история". Замисълът е той да се фокусира върху работата с източници и в тази връзка за негов ръководител на 16 май 1947 г. е избран акад. Иван Снегаров. От октомври 1947 г. неговият състав наброява едва 5 души. Първоначалната структура на института включва „Комисия за нова българска история", „Османската секция", която събира и публикува „Турски извори за българската история", „Средновековната секция" която съсредоточава върху старогръцките, византийските и латинските извори (бъдещите поредици Гръцки извори за българската история и Латински извори за българската история), както и „Секция по обща история".
Дейността на Института за българска история получава нова посока след Петия конгрес на Българската комунистическа партия, когато той е натоварен с комунистическата ревизия на българската история. Числеността на служителите му е увеличена, а през 1950 година той е оглавен от комуниста Димитър Косев. През 1954 – 1955 година е издадена първата контролирана от режима пълна „История на България“, която обаче малко по-късно отново е ревизирана, във връзка с промените след смъртта на Йосиф Сталин и постепенното отстраняване на диктатора Вълко Червенков.
През 1952 г. Институтът за българска история поглъща Еврейския научен институт. След като към него е присъединен Институтът „Ботев—Левски", през същата 1960 г. той е преименуван в Институт по история с 5 секции: „Стара и средновековна история на България", „Нова и най-нова българска история", „История на отношенията между България, СССР и другите социалистически страни", „Византология и ориенталистика", „Извори и библиография на българската история" и 42 научни сътрудници. От 1950 до 1962 г. те са ръководени от акад. Димитър Косев. Директор на Института от 1962 г. до 1989 г. е академик Христо Христов, а от 1989 г. до 1992 г. е академик Мито Исусов.
От 1965 година Институтът започва подготовката на нова многотомна „История на България“, като висшето партийно ръководство многократно го определя като „организационен и ръководен център на всички български историци“. Написването на книгата води до увеличаване на бюджета и персонала на института, който в началото на 70-те години надхвърля 90 души. Многотомната история така и не е завършена, като Институтът продължава да работи по нейни томове и след края на тоталитарния режим.
Институтът по история е атестиран през 1993 – 1994 г., а при реформата на БАН от 2010 г. е преименуван в Институт за исторически изследвания.

## Издания
От 1953 г. научно-теоретичен орган на Института е сп. „Исторически преглед“, а в неговите „Известия“ се публикуват по-обемисти трудове. От 1972 г. Институтът популяризира дейността си в чужбина чрез списание „Bulgarian Historical Review“. Издания на Института са също поредиците „Etudes Historiques“, „Byzantinobulgarica“, „Помощни исторически науки“, както и започналата да излиза през 1981 г. многотомна „История на България“.